# 瀬戸ジャンクション (岡山県)
瀬戸ジャンクション（せとジャンクション）は、岡山県岡山市東区瀬戸町塩納に建設中の山陽自動車道と美作岡山道路を結ぶジャンクションである。

## 接続道路
- E2 山陽自動車道
- 美作岡山道路

## 隣
E2 山陽自動車道
(12)和気IC - 瀬戸PA - 瀬戸JCT（協議中） - (13)山陽IC
美作岡山道路
熊山IC - 瀬戸IC - 瀬戸JCT（事業中）